# 佐藤直樹 (日活)
佐藤 直樹（さとう なおき、1963年3月21日 - ）は、日本の実業家・映画プロデューサー。現日活株式会社社長。

## 略歴
- 北海道函館市出身。日本大学文理学部卒業。
- テレビ番組制作会社等を経て、1990年に大映株式会社入社。
- 大映株式会社の事業譲渡に伴い、2002年11月株式会社角川大映映画（現：角川映画株式会社）へ。
- 角川映画企画製作担当取締役を経て2005年11月1日 日活社長就任。

## プロデューサー業
数々の映画でプロデューサー・製作・企画として関わっている。

### プロデュース作品
- 2004年 『着信アリ』
- 2004年 『インストール 』
- 2005年 『着信アリ2』

### 製作作品
- 2007年 『あしたの私のつくり方』[2]
- 2008年 『奈緒子』
- 2008年 『うた魂』
  - 『ブタがいた教室』
- 2009年 『ヤッターマン(2008)』（製作総指揮）
- 2013年 『ガッチャマン』（製作総指揮）

### 企画作品
- 2005年 『妖怪大戦争(2005)』

現在日活芸術学院の理事長を兼務し、後進の育成にも力をいれている。